# كييتا يوشيزومي
كييتا يوشيزومي (باليابانية: 芳住 慶太) (24 أبريل 1973 في كاناغاوا في اليابان – )؛ هو لاعب كرة قدم سابق كان يلعب كمدافع.